# Gyps rueppelli
Il grifone di Rüppell (Gyps rueppelli (Brehm, 1852)) è un grande avvoltoio del Vecchio Mondo che vive in Africa centrale, con un areale che si estende dalla Guinea all'Etiopia ed alla Tanzania.
Deve il nome all'esploratore tedesco Eduard Rüppell.

## Descrizione

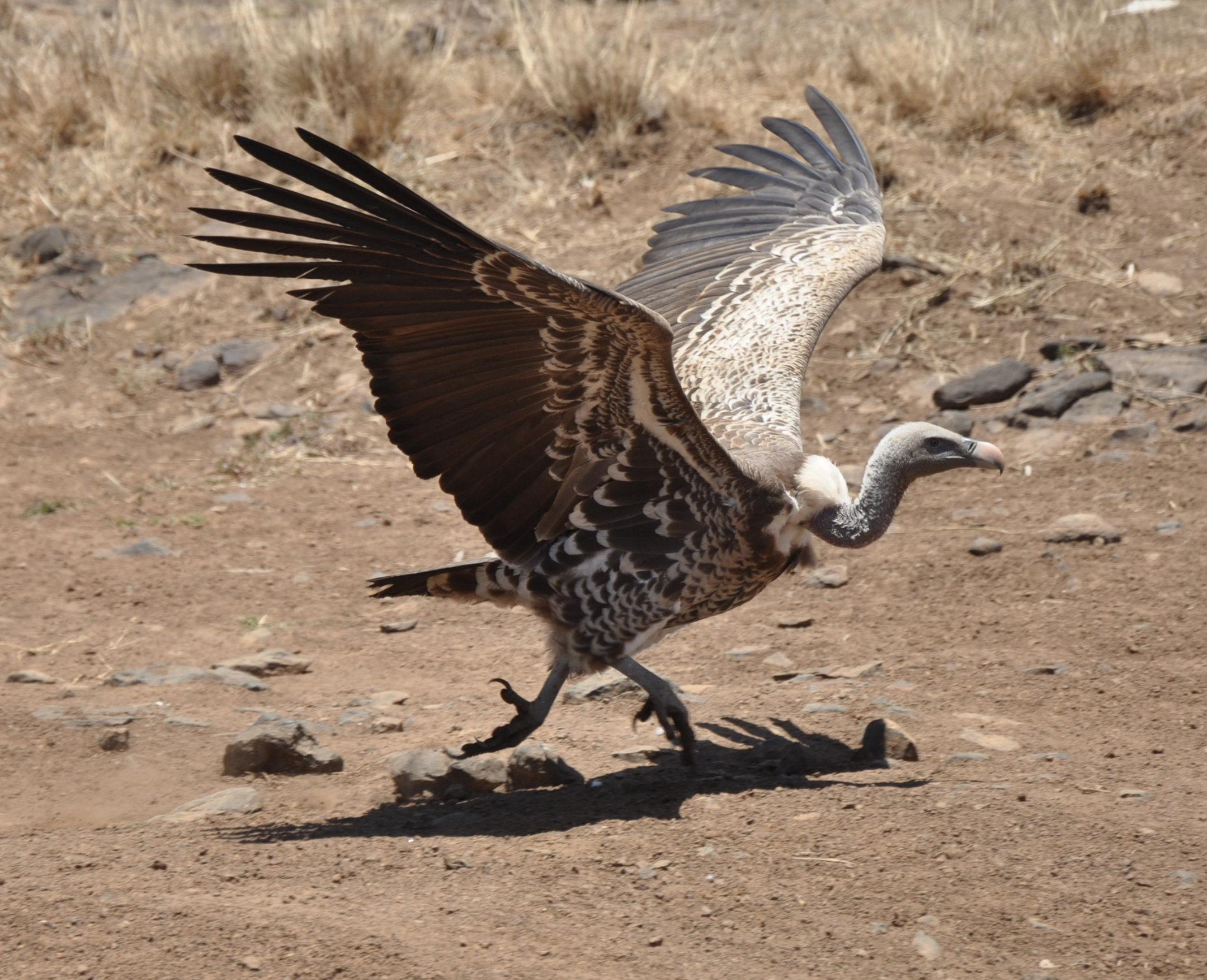
Esemplare fotografato nel Parco nazionale di Nairobi, Kenya.

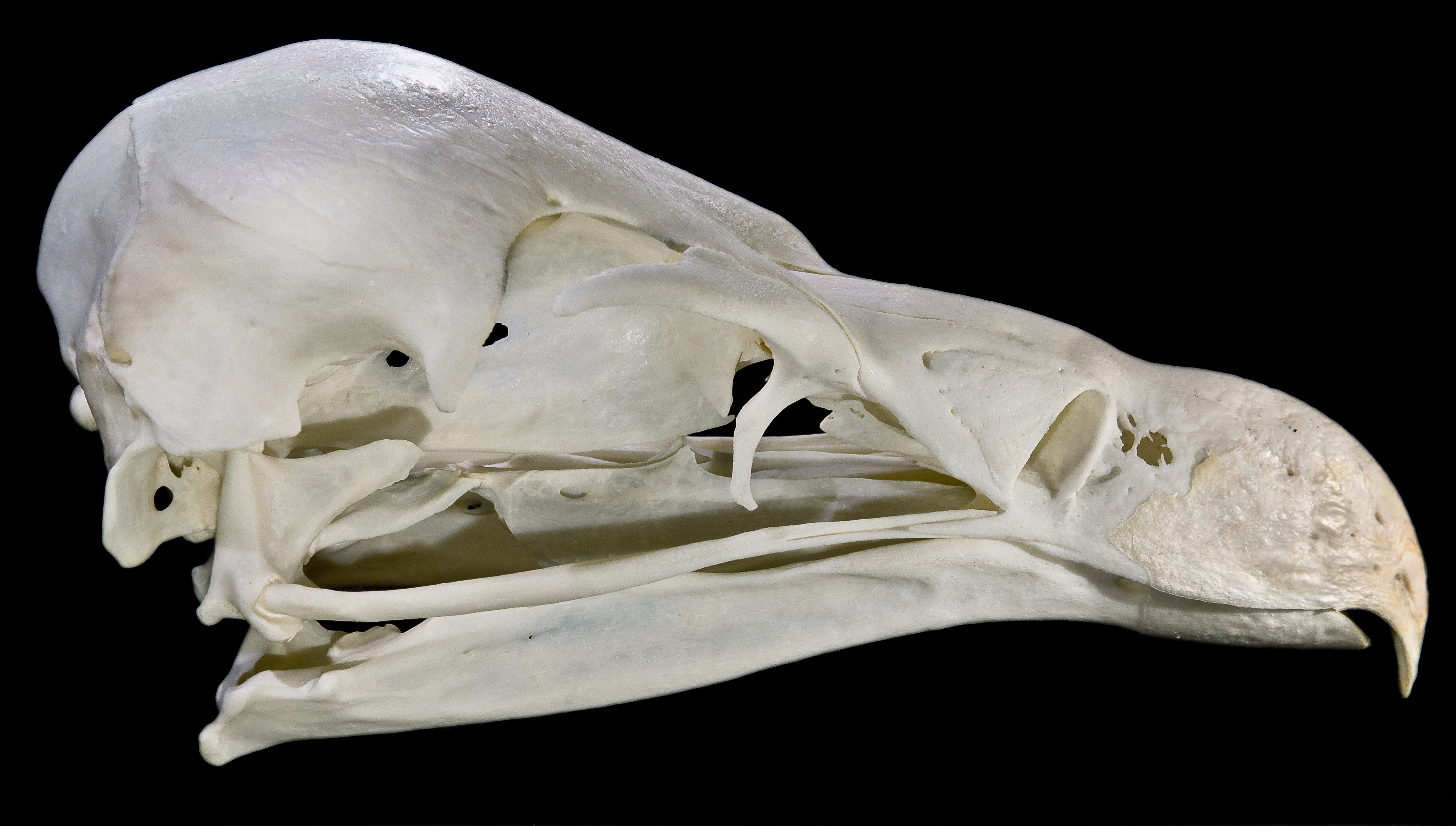
Cranio di Gyps rueppelli

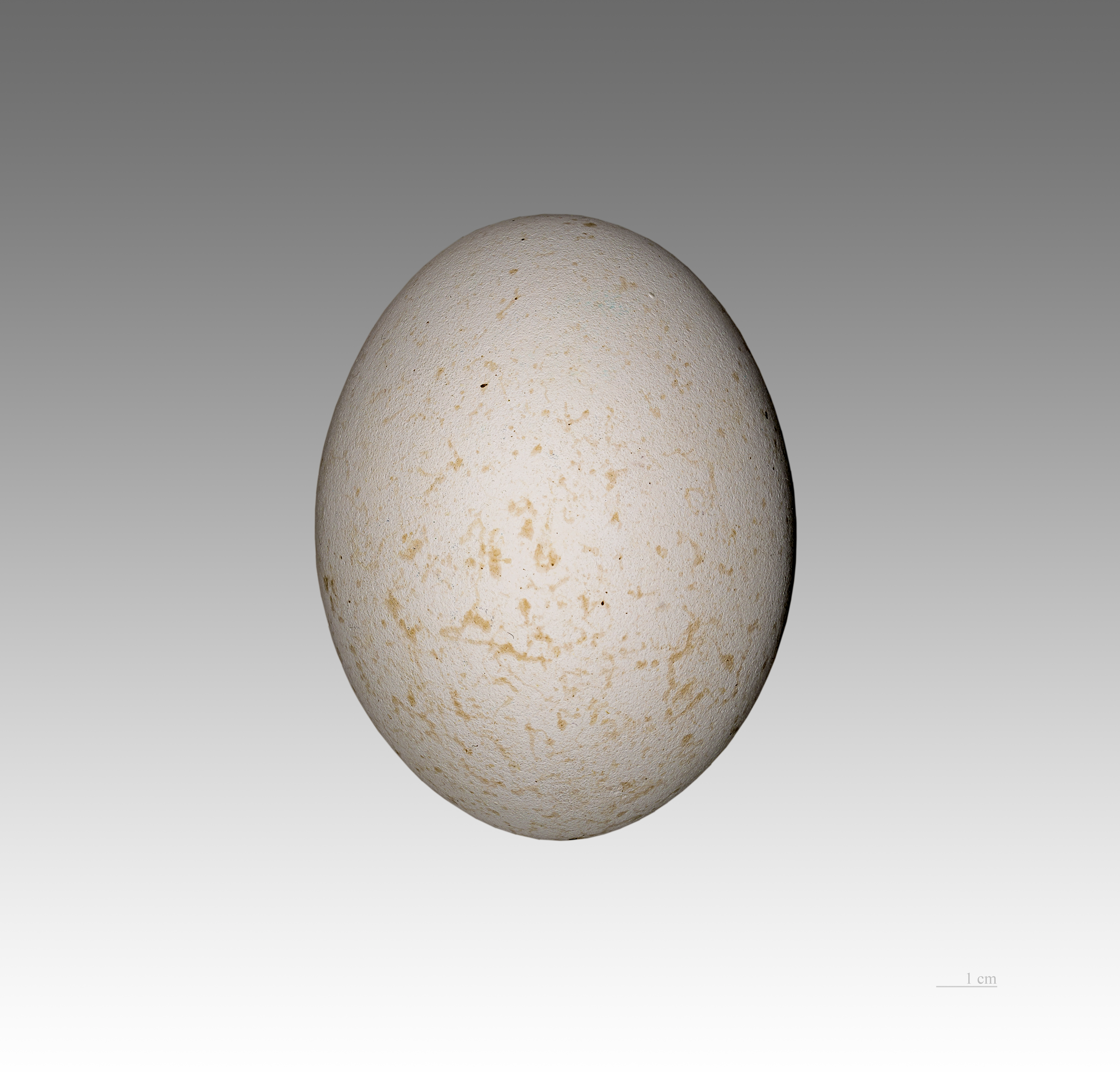
Uovo di Gyps rueppelli

Gli adulti di questa specie misurano oltre un metro di lunghezza, con un'apertura alare di 2,6 m ed un peso compreso fra 7 e 9 kg. 
Non si ha dimorfismo sessuale: ambo i sessi sono bruno-nerastri, con il ventre bianco ed una peluria biancastra a coprire la testa ed il lungo collo, alla base del quale è presente un collare di piume, anch'esso bianco. Gli occhi sono color giallo-ambra, le zampe brune.

## Biologia
Questi animali sono molto sociali e tendono a muoversi e nidificare in grossi gruppi. Normalmente sono animali silenziosi, ma nei pressi del proprio nido o di una carcassa emettono una serie di strida e versi gutturali.
Preferiscono le aree montagnose e secche, in particolare le zone sul limitare dei deserti.
Tendono a nidificare su dirupi inaccessibili, ed in mancanza di questi su alberi di acacia.
Iniziano a muoversi all'incirca due ore dopo il sorgere del sole, cioè quando possono essere trasportati senza fatica dalle correnti ascensionali: iniziano quindi a girovagare per le pianure alla ricerca di carcasse da spolpare, aiutati dalla vista sviluppatissima.
Una volta avvistata la carcassa, possono aspettare anche svariati giorni nei pressi, in attesa che gli eventuali carnivori presenti abbiano mangiato a sazietà.
Occasionalmente, questi animali sono stati visti attaccare prede vive, ma è un evento molto raro.
Questi avvoltoi hanno le caratteristiche comuni del genere Gyps, che sono frutto dell'evoluzione per una dieta particolare come la loro: il becco robusto ed affilato, le ali larghe, la corta coda e la testa ed il collo allungato ricoperti da una rada peluria.
Una volta finita la carne della carcassa, essi possono divorare anche le ossa, ingozzandosi fino al punto di riuscire ad alzarsi in volo con molta difficoltà; la loro lingua è molto ruvida, come quella dei felini, per aiutarli a raschiare la carne dalle ossa.
Possono volare ad una velocità media di 35 km/h, e percorrono una media di 150 km al giorno alla ricerca di cibo.
Possono raggiungere altezze enormi, sospinti dalle correnti ascensionali: trovarli a 6.000 m d'altezza non è raro, e si ha un caso di una collisione di un aereo con uno di questi animali ad 11.300 m d'altezza, in Costa d'Avorio.
Queste altezze sono raggiungibili da questi uccelli grazie alla speciale emoglobina presente nel loro sangue, che è in grado di trasportare ossigeno molto meglio di quella umana.

## Tassonomia
Sono note due sottospecie:
- G. r. rueppelli (A. E. Brehm, 1852) - diffuso dalla Mauritania sud-occidentale al Sudan orientale e alla Tanzania a sud;
- G. r. erlangeri Salvadori, 1908 presente in Etiopia e Somalia.